# Prée-d’Anjou
Prée-d’Anjou ist eine französische Gemeinde mit 1.392 Einwohnern (Stand: 1. Januar 2022) im Département Mayenne in der Region Pays de la Loire. Sie gehört zum Arrondissement Château-Gontier und zum Kanton Château-Gontier. 

## Geographische Lage
Prée-d’Anjou liegt etwa 30 Kilometer südsüdwestlich von Laval. Umgeben wird Prée-d’Anjou von den Nachbargemeinden Simplé im Norden, Marigné-Peuton im Norden und Nordosten, Château-Gontier im Osten, Chemazé im Osten und Südosten, Segré-en-Anjou Bleu im Süden, Saint-Quentin-les-Anges im Südwesten, Mée im Westen und Südwesten, Pommerieux im Westen sowie Denazé im Nordwesten.

## Geschichte
Zum 1. Januar 2018 wurde die Gemeinde als Commune nouvelle aus den bis dahin eigenständigen Kommunen Ampoigné und Laigné gebildet.

## Gliederung
| Ortsteil                 | ehemaliger INSEE-Code | Fläche (km²) | Einwohnerzahl (2022) |
| ------------------------ | --------------------- | ------------ | -------------------- |
| Ampoigné                 | 53004                 | 21,12        | 557                  |
| Laigné (Verwaltungssitz) | 53124                 | 21,54        | 835                  |

## Sehenswürdigkeiten

### Ampoigné
- Johannes-der-Täufer-Kirche
- Schloss Ampoigné (auch Schloss La Cour), als Herrensitz bereits im 11. Jahrhundert nachgewiesen, frühere Goldmine auf dem Schlossareal, Monument historique
- Schloss La Chevrollière

### Laigné
- Romanische Martin-von-Vertou-Kirche, Monument historique
- Kapelle La Rouaudière aus dem Jahre 1747
- Haus La Teillais aus dem 18. Jahrhundert, seit 1990 Monument historique
- Herrenhaus von Fontenelle aus dem 17. Jahrhundert, seit 1964 Monument historique

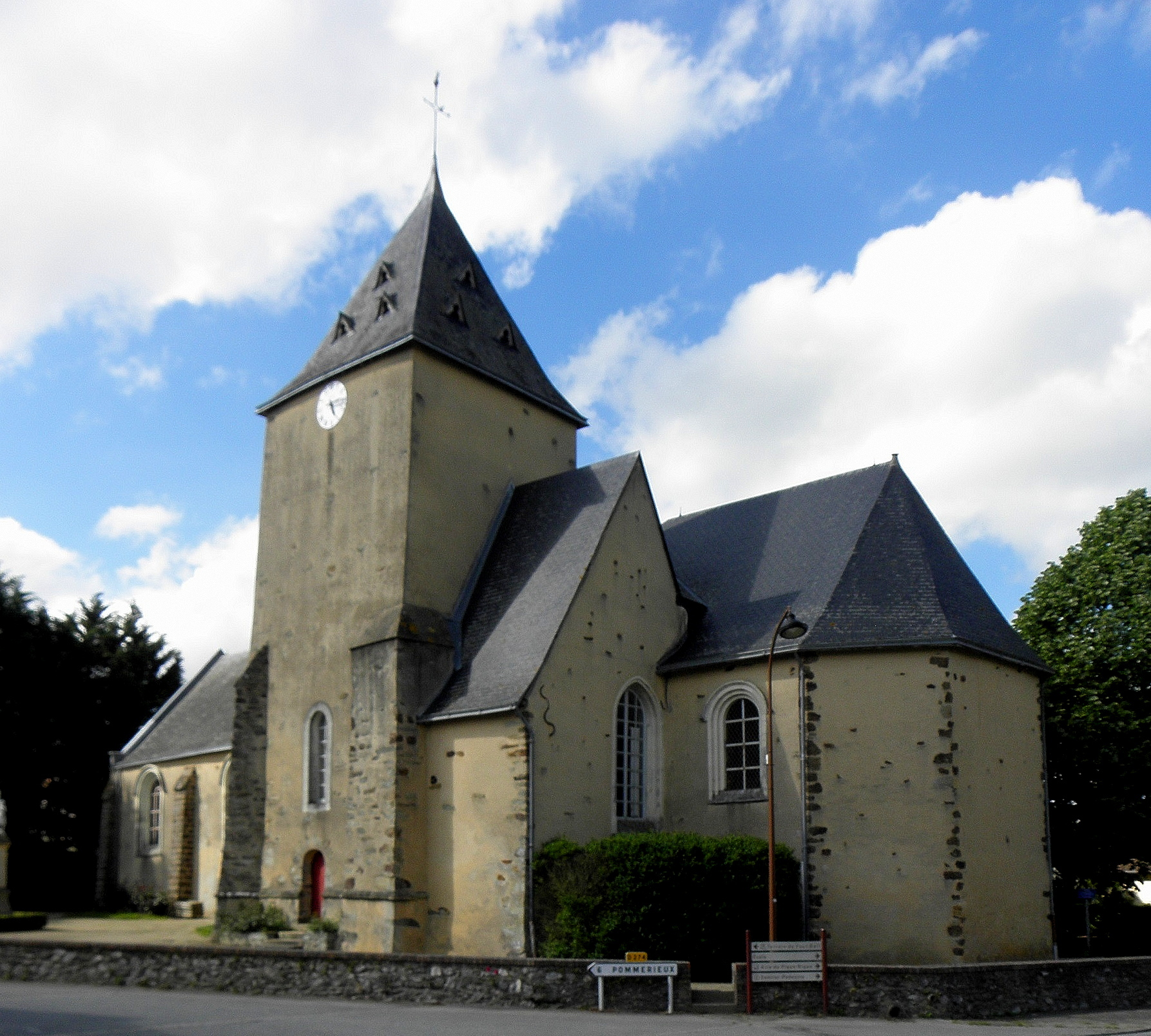
Kirche Saint-Jean-Baptiste
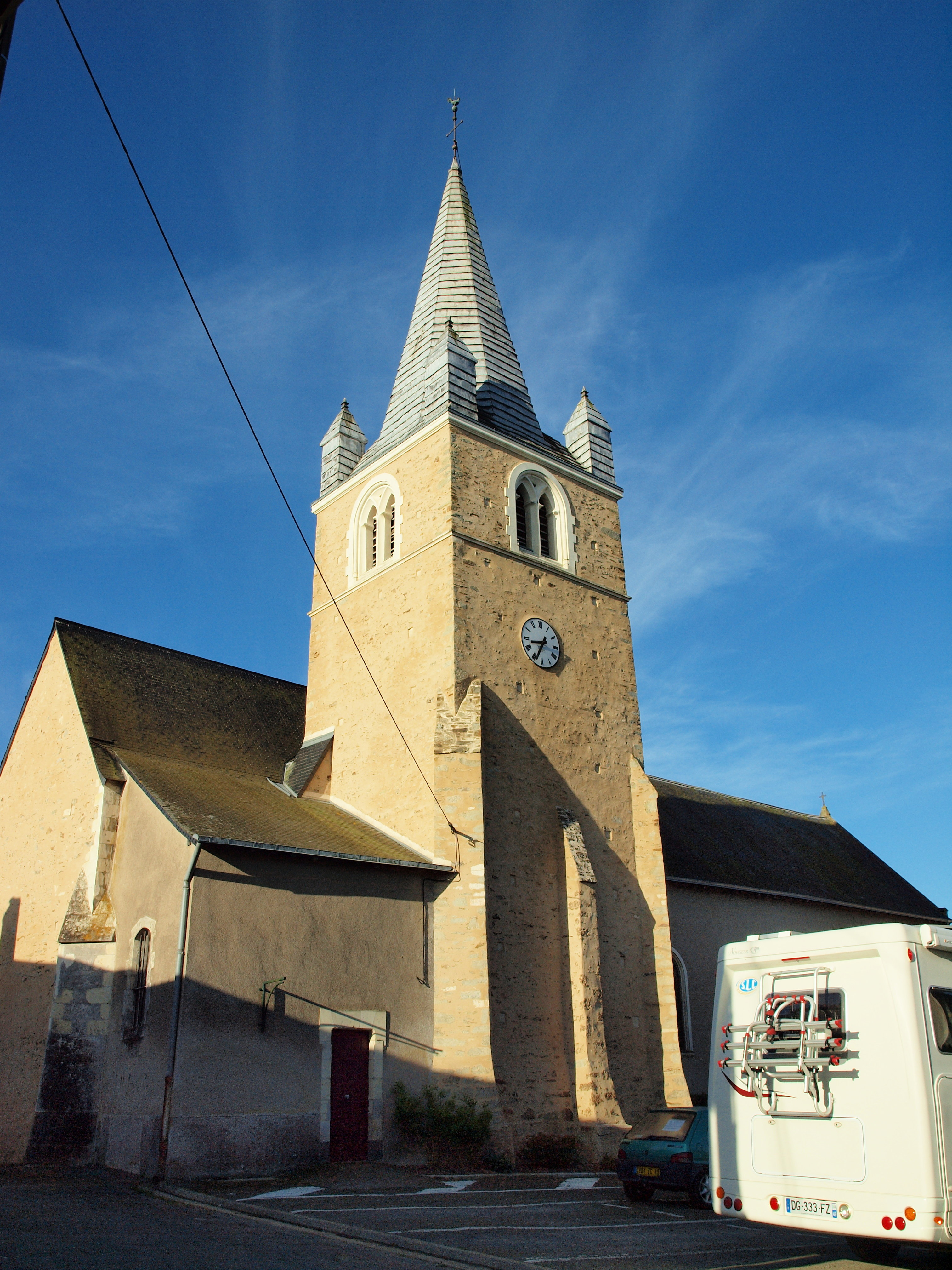
Kirche Saint-Martin-de-Vertou
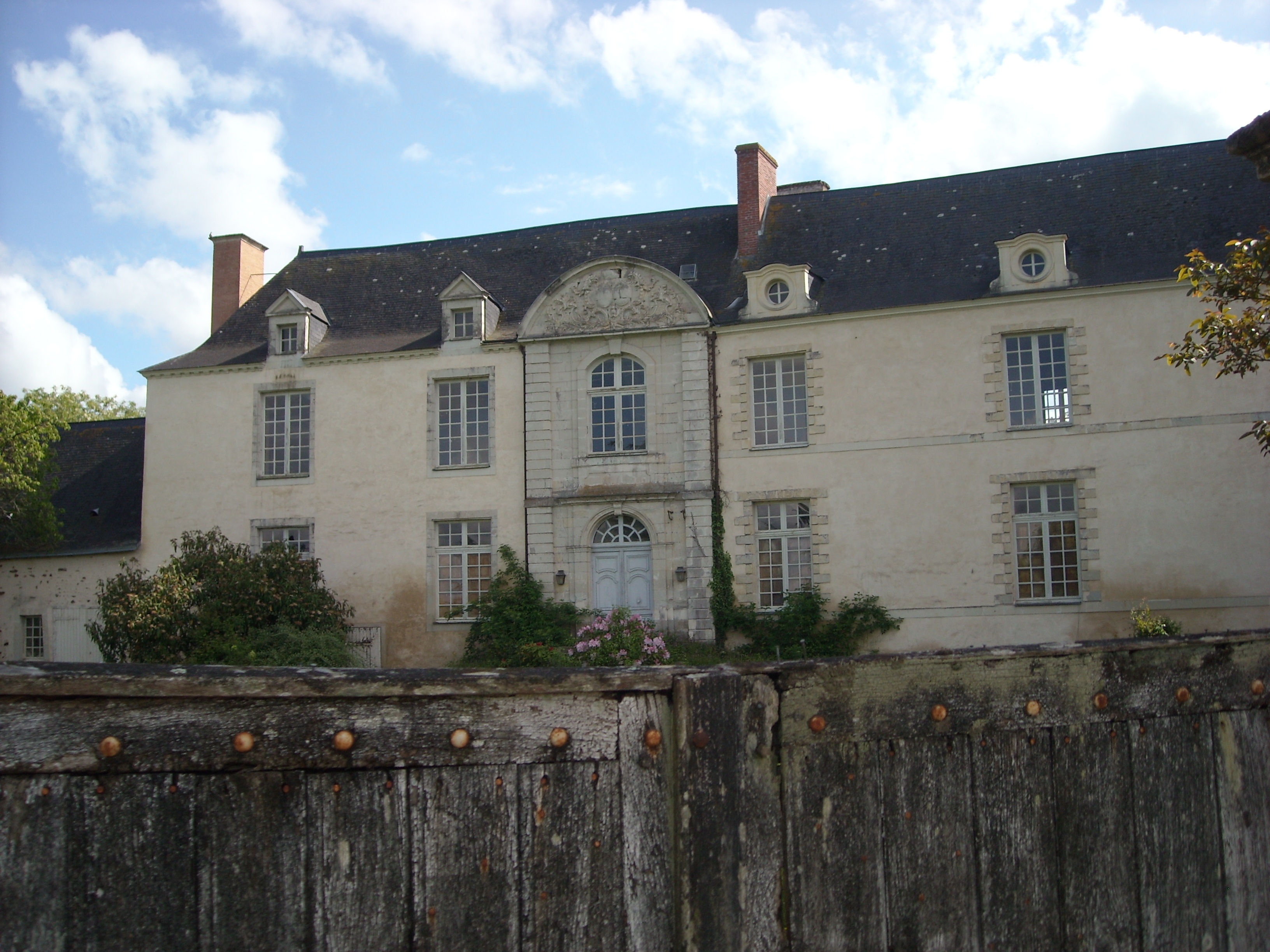
Schloss La Cour